# Bertoncourt
Bertoncourt ist eine französische Gemeinde mit 128 Einwohnern (Stand: 1. Januar 2022) im Département Ardennes in der Region Grand Est. Sie gehört zum Arrondissement Rethel und zum Kanton Rethel. 
Nachbargemeinden sind Sorbon im Nordwesten, Novy-Chevrières im Nordosten, Doux im Südosten und Rethel im Süden.

## Bevölkerungsentwicklung
| Jahr      | 1962 | 1968 | 1975 | 1982 | 1990 | 1999 | 2008 | 2015 |
| --------- | ---- | ---- | ---- | ---- | ---- | ---- | ---- | ---- |
| Einwohner | 151  | 147  | 157  | 166  | 147  | 147  | 139  | 130  |

## Sehenswürdigkeiten

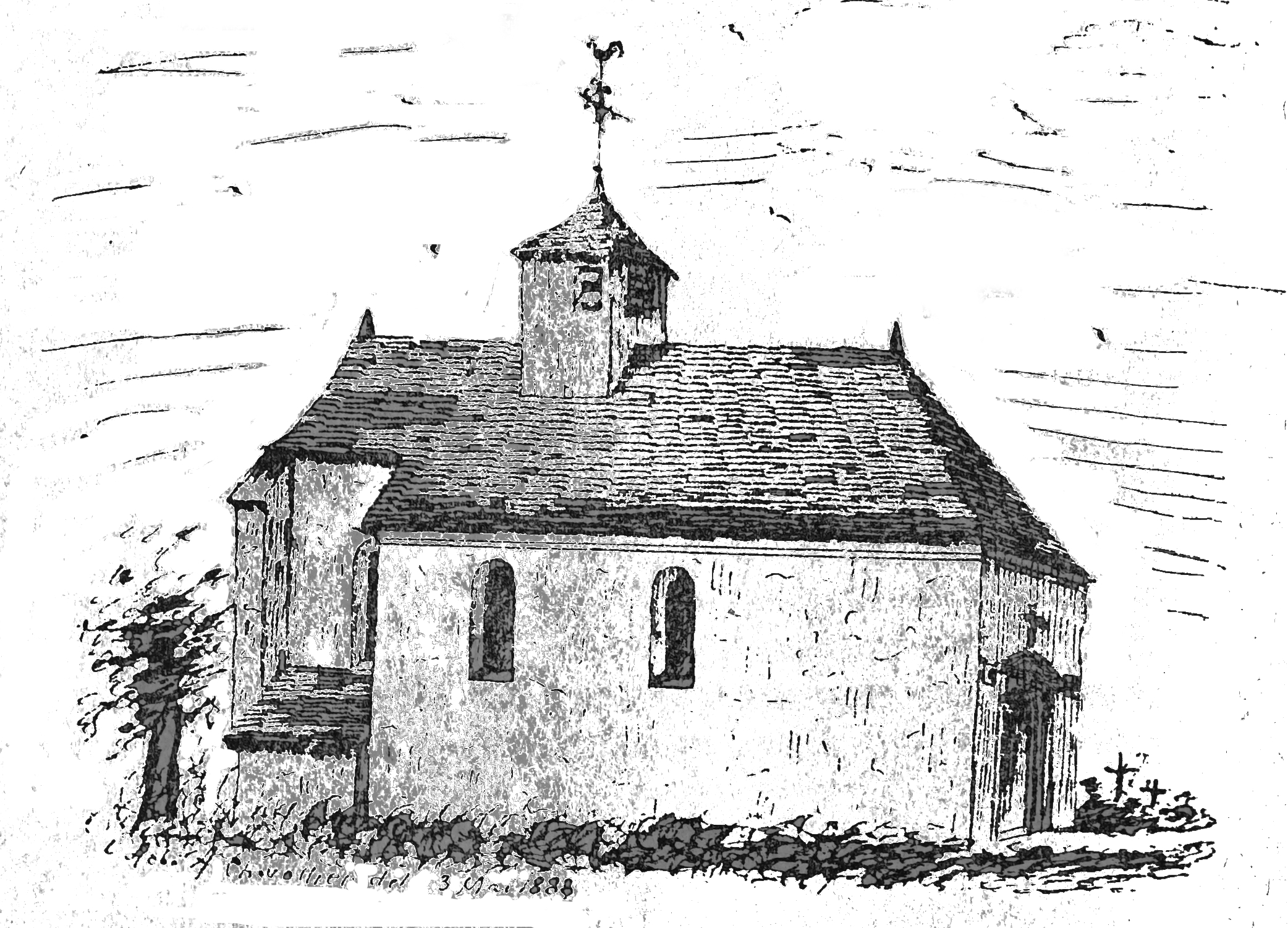
Zeichnung der Kirche Saint-Nicolas

- Kirche Saint-Nicolas